# ChEMBL
ChEMBL یا ChEMBLdb یک پایگاه داده شیمیایی از مولکولهای زیست فعال با خواص شبه دارو است. این پایگاه توسط موسسه بیوانفورماتیک اروپایی (EBI)، آزمایشگاه زیست‌شناسی مولکولی اروپا ( EMBL )، مستقر در پردیس دانشگاه ولکام تراست ژنوم، هینکستون، انگلستان نگهداری می‌شود.
پایگاه داده، که در ابتدا با نام استارلایت StARlite شناخته می‌شد، توسط یک شرکت بیوتکنولوژی به نام Inpharmatica Ltd. توسعه یافت که بعداً توسط گالاپاگوس ان‌وی خریداری شد. این داده‌ها در سال ۲۰۰۸ با دریافت جایزه‌ای از ولکام تراست به EMBL سپرده شد، که منجر به ایجاد EMBL-EBI، به رهبری جان اورینگتون، شد.